# Abu-Hanifa an-Numan
An-Numan ibn Thàbit ibn Zuta (àrab: النعمان بن ثابت بن زوطى, an-Nuʿmān ibn Ṯābit ibn Zūṭà), més conegut per la seva kunya Abu-Hanifa (en àrab أبو حنيفة, Abū Ḥanīfa) o, abreujadament, com a Abu-Hanifa an-Numan (Kufa, Iraq, c. 699 - Bagdad, 18 de juny de 767), fou un teòleg i legislador religiós persa, fundador epònim de l'escola hanafita, un dels quatre principals corrents jurídics (fiqh) del sunnisme, escola predominant a Àsia central, Afganistan, Iran (fins al segle xvi), Balcans, Rússia, Circàsia, Pakistan, Bangla Desh, musulmans a l'Índia, Turquia i algunes parts del món àrab. També és anomenat al-Imam al-Àdham (‘el Més Gran Imam’) i Siraj al-Àïmma (‘Làmpada dels Imams’) per uns quants dels seus seguidors sunnites.
La tradició diu que el seu avi era un esclau portat de Kabul a Kufa, posteriorment alliberat per un membre de la tribu de Taym-Al·lah ibn Thalaba, de la que la seva família hauria restat client (mawla) i de la que hauria pres el sobrenom d'at-Taymí amb què és ocasionalment esmentat. uns quants membres de la seva descendència també es va distingir en estudis jurídics.
Se sap que Abu-Hanifa va viatjar a la regió de l'Hijaz d'Aràbia en la seva joventut, on va estudiar a la Meca i Medina. A mesura que avançava la seva carrera com a teòleg i jurista, Abu-Hanifa es va fer conegut per afavorir l'ús de la raó en les seves decisions legals (faqīh dhū raʾy) i fins i tot en la seva teologia. Es diu que l'escola teològica d'Abu-Hanifa és la que més tard es convertiria en l'escola maturidita de teologia sunnita.

## Biografia

### Antecedents familiars
Abu-Hanifa va néixer a Kufa l'any 80 dH (després de l'hègira), 77 AH, 70 dH, o 61 dH, durant el període del Califat Omeia. Molts historiadors trien la darrera data de naixement, 80 dH. Però Mohammad Zahid Al-Kawthari, adjunt a l'oficina de l'últim Shaykh Al-Islam de l'Imperi Otomà, va escriure que l'any 70 dH com a data del seu naixement es basa en dues consideracions. En primer lloc, Mohammad Ibn Makhlad Al-Attar va considerar que la narració del fill d'Abu-Hanifa, Hammad, de l'imam Màlik Ibn Anas, era un exemple de la narració d'un home gran en lloc d'un home més jove. En segon lloc, Abu-Hanifa es va preocupar per qui hauria de succeir a Ibrahim an-Nakhai després de la seva mort l'any 96 dH. La preocupació d'Abu-Hanifa per la successió només hauria sorgit si Abu-Hanifa tingués més de 19 anys, ja que es considera que Abu-Hanifa només es va prendre seriosament els seus estudis religiosos després dels 19 anys. Si Abu-Hanifa va néixer l'any 80 dH, Abu-Hanifa hauria tingut 16 anys en el moment de la mort d'Al-Nakhai.
Es creu que Abu-Hanifa era d'ascendència persa, encara que uns quants estudiosos, inclòs Wink, consideren que és d'origen jat. El seu avi, Zūtā, podria haver estat capturat per les tropes musulmanes a Kabul i venut com a esclau a Kufa. Allà, podria haver estat comprat i alliberat per un membre de la tribu àrab dels Taymallah, una branca dels Bakr ibn Wàïl. Zūtā i la seva descendència després s'haurien convertit en clients (mawla) dels Taymallah, d'aquí les referències esporàdiques a Abu-Hanifa com at-Taymí. Segons el net d'Abu-Hanifa, Ismaïl, però, el seu llinatge descendiria de perses lliures que mai havien estat esclaus. Va anomenar el besavi d'Abu-Hanifa «al-Marzuban», que és una forma arabitzada de l'oficina militar sassànida de marzban, ocupada pels governadors de les províncies frontereres del regne sassànida.

### Inicis i beca
Hi ha poca informació biogràfica sobre Abu Hanifa. Generalment, se sap que va treballar com a productor i venedor de «khazz», un tipus de material de roba de seda. Va assistir a conferències sobre jurisprudència dirigides per l'erudit kufan Hammad ibn Abi Sulayman (m. 737). També possiblement va aprendre jurisprudència (fiqh) de l'erudit mecà Ata ibn Abi Rabah (c. 733) mentre estava al Hajj.
Quan Hammad va morir, Abu Hanifa el va succeir com a principal autoritat de dret islàmic a Kufa i com a representant principal de l'escola de jurisprudència de Kufa. Abu Hanifa va anar guanyant influència com a autoritat en qüestions legals, fundant una escola racionalista moderada de jurisprudència islàmica que va rebre el seu nom.

### L'edat adulta i la mort

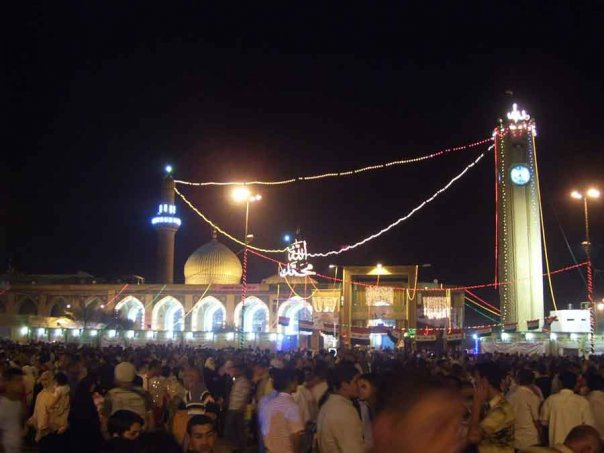
Mesquita d'Abu Hanifa a Bagdad, Iraq

L'any 763, al-Mansur, el califa abbàssida va oferir a Abu Hanifa el càrrec de Cadi al-qudat (jutge en cap de l'estat), però aquest va rebutjar l'oferta, escollint romandre independent. El seu alumne Abu Yusuf va ser nomenat posteriorment al càrrec pel califa Harun ar-Raixid.
En la seva resposta a al-Mansur, Abu Hanifa va dir que no era apte per al càrrec. Al-Mansur, que tenia les seves pròpies idees i raons per oferir el càrrec, va perdre la calma i va acusar Abu Hanifa de mentir.
«Si estic mentint», va respondre Abu Hanifa, «aleshores la meva afirmació és doblement correcta. Com pots nomenar un mentider per a l'exaltat càrrec d'un Qadi (jutge en cap)?»
Enfadat per aquesta resposta, al-Mansur va fer arrestar, tancar a la presó i torturar Abu Hanifa. Es deia que un cop a la presó mai va ser alimentat ni cuidat. Fins i tot a la presó, el jurista va continuar ensenyant als qui tenien permís per visitar-lo.
El 15 de Rajab 150, (15 d'agost de 767) Abu Hanifa va morir a la presó. La causa de la seva mort no està clara, ja que uns quants van dir que Abu Hanifa va emetre una opinió legal per portar armes contra al-Mansur, de manera que al-Mansur el va fer enverinar. Es deia que el seu company de presó i fundador del judaisme caraïta, Anan ben David, va rebre un consell que li va salvar la vida d'Abu Hanifa. 0-300-00792-2 Es deia que hi va anar tanta gent al seu funeral que el funeral es va repetir sis vegades per a les més de 50.000 persones que s'havien reunit abans de ser enterrat. L'historiador al-Khatib va dir que durant 20 dies la gent va fer oracions fúnebres per ell. Molts anys més tard, es va construir la mesquita d'Abu Hanifa al barri d'Adhamiyah a Bagdad. Abu Hanifa també va donar suport a la causa de Zayd ibn Ali i Ibrahim al Qamar, tots dos imams alides Zaidi.
Les estructures de les tombes d'Abu Hanifa i Abd-al-Qàdir al-Jilaní van ser destruïdes pel xah Ismail de l'Imperi Safàvida el 1508. El 1533, els otomans van conquerir Bagdad i van reconstruir les tombes d'Abu Hanifa i Abdul Qadir, així com altres llocs sunnites.

## Estudiants
Yusuf ibn Abd al-Rahman al-Mizzi va enumerar 97 erudits hadith que eren els seus estudiants. La majoria d'ells van passar a ser erudits hadiths, i els seus hadices narrats es van recopilar al Sahih Bukharí, Sahih Múslim i altres llibres de hadit. Imām Badr al-Din al-Ayni va incloure altres 260 estudiants que van estudiar Hadit i Fiqh amb Abu Hanifa.
Els seus estudiants més famosos van ser l'imam Abu Yusuf, que va ser el primer cap de justícia del món musulmà, i l'imam Muhammad al-Shaybani, que va ser el professor del fundador de l'escola de jurisprudència xafí, l'imam Aix-Xafií. Altres estudiants van ser:
1. Abdullah ibn Mubarak
2. Abu Nuāim Fadl Ibn Dukain
3. Malik bin Mighwal
4. Dawood Taa'ee
5. Mandil bin Ali
6. Qaasim bin Ma'n
7. Hayyaaj bin Bistaam
8. Hushaym bin Basheer Sulami
9. Fudhayl bin Iyaadh
10. Ali bin Tibyaan
11. Wakee bin Jarrah
12. Amr bin Maymoon
13. Abu Ismah
14. Zuhayr bin Mu'aawiyah
15. Aafiyah bin Yazeed

## Rebuda

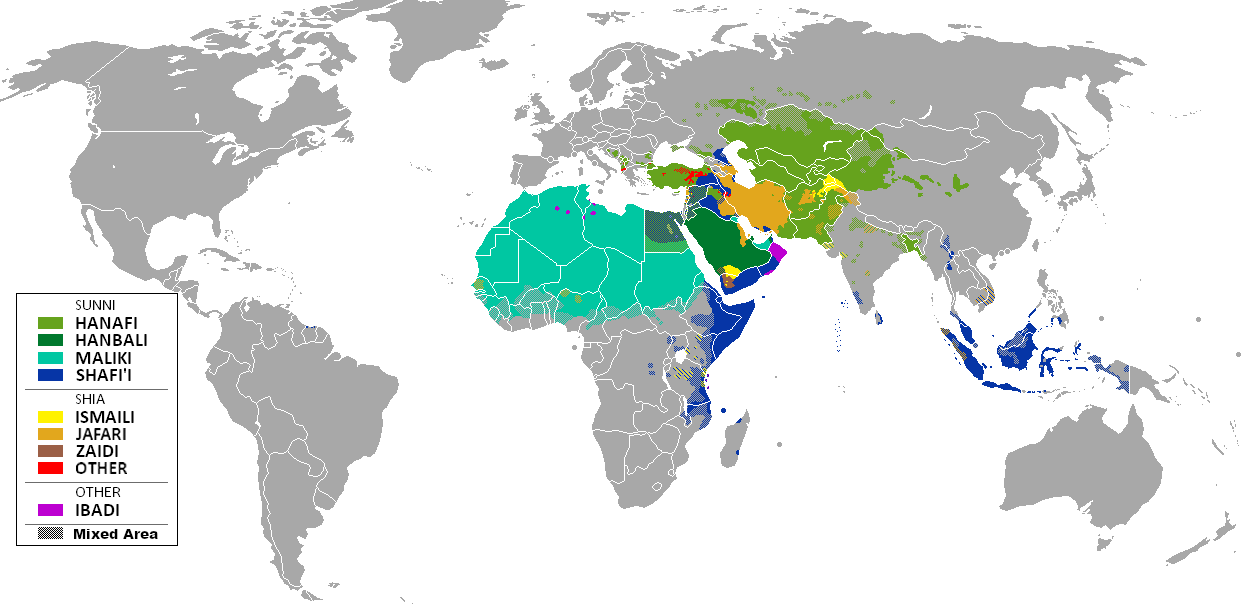
Mapa del món musulmà. Hanafi (verd herba) és l'escola sunnita predominant a Turquia, el nord de l'Orient Mitjà, moltes parts d'Egipte, l'Àsia central i la major part del subcontinent indi.